# Olesicampe nigricoxa
Olesicampe nigricoxa là một loài tò vò trong họ Ichneumonidae.